# Interaction design
Interaction design, o progettazione dell'interazione, è l'attività di progettazione dell'interazione che avviene tra esseri umani e sistemi meccanici e informatici. È una disciplina che appartiene all'ambito di ricerca dell'«interazione uomo-macchina» (IUM) (in Inglese HCI Human Computer Interaction). Scopo fondamentale della progettazione dell'interazione è rendere possibile e facilitare al massimo per un essere umano l'uso e l'interazione con macchine (meccaniche e digitali), e la fruizione di servizi e sistemi complessi in modo proficuo e soddisfacente.

## Obiettivo dell'Interaction design
Uno degli obiettivi principali dell'interaction design è quello di rendere macchine, servizi e sistemi usabili dagli utenti per cui sono stati pensati e realizzati. Uno dei principali e normalmente più visibili campi di intervento è la progettazione delle interfacce, attraverso cui avviene l'interazione uomo-macchina.
All'interno di un processo di interaction design, si investigano l'uso che verrà fatto dell'artefatto e il target a cui esso si rivolge. Questo significa che le questioni legate agli utenti guidano il processo più di quanto non facciano le questioni tecniche. Il modo migliore di assicurarsi che tutto lo sviluppo tenga in considerazione le necessità dell'utente è quello di coinvolgere utenti reali per la durata dell'intero processo. In questo modo gli sviluppatori riescono a raggiungere una migliore comprensione dei bisogni degli utenti, arrivando a realizzare un prodotto più appropriato e maggiormente usabile. Le forze trainanti lo sviluppo di un prodotto dovrebbero essere quindi gli utenti reali e i loro bisogni e non solo le tecnologie.

## Principi di usabilità e di esperienza d'uso
Centrali nel processo di Interaction design gli obiettivi o principi di usabilità - efficienza, efficacia, sicurezza, utilità e facilità di apprendimento e di ricordo delle modalità d'uso - resi operativi attraverso il rispetto di specifici criteri.
Per progettare prodotti interattivi usabili è necessario prendere in considerazione chi ne farà uso e il contesto in cui verranno utilizzati. È importante inoltre comprendere il tipo di attività che gli utenti svolgeranno in interazione con quei prodotti.
La possibilità di progettare sistemi interattivi divertenti, godibili ed esteticamente piacevoli è legata alle caratteristiche dell'esperienza d'uso, cioè al modo in cui gli utenti vivono l'interazione con il sistema.
Gli obiettivi legati all'esperienza d'uso si distinguono dai più oggettivi obiettivi di usabilità, perché i primi riguardano il modo soggettivo di un utente di vivere l'esperienza di interazione con un certo prodotto, mentre i secondi hanno a che fare con la misurazione di quanto quel prodotto è utile o produttivo.

## Attività principali dell'interaction design
Le quattro attività alla base del design dell'interazione possono essere così espresse:
- identificare i bisogni e stabilire i requisiti;
- sviluppare proposte di design alternative che rispondano ai requisiti identificati;
- costruirne versioni interattive che possano essere comunicate e valutate;
- valutarne l'accettabilità.

Data la natura iterativa dell'interaction design, isolare l'attività di definizione dei requisiti da quella di progettazione e quella di valutazione è una forzatura, dal momento che sono tutte intrecciate.

### Identificare i bisogni e stabilire i requisiti
Per progettare qualcosa che aiuti le persone occorre sapere prima di tutto chi sono gli utenti a cui ci rivolgiamo e quale tipo di sostegno un prodotto interattivo possa offrire loro.  Questi bisogni costituiscono la base dei requisiti del prodotto e il terreno per la progettazione e lo sviluppo del prodotto stesso. Questa attività è fondamentale in un approccio centrato sull'utente.
Comprendere che cosa dovrà fare il prodotto che stiamo sviluppando e assicurarsi che supporti i bisogni degli utenti sono attività molto importanti nella fase di sviluppo di qualsiasi prodotto. Se i requisiti sono sbagliati, nella migliore delle ipotesi il prodotto verrà ignorato, nella peggiore disprezzato.
La raccolta dati costituisce una parte importante dell'attività di definizione dei requisiti. Esiste un numero abbastanza ridotto di tecniche per raccogliere i dati, ma si tratta di metodi flessibili e combinabili tra loro: i questionari, le interviste, i focus group e i workshop, l'osservazione sul campo e lo studio della documentazione.

### Sviluppare proposte alternative
Questa è la radice dell'attività di progettazione. Si tratta di generare idee che permettano di soddisfare i requisiti. Può essere suddivisa in due sotto-attività: conceptual design e progettazione fisica.
Il conceptual design si occupa di trasformare i requisiti e i bisogni degli utenti in un modello concettuale. Un modello concettuale è una descrizione del sistema proposto in termini di idee e concetti sul suo funzionamento, su che cosa dovrebbe fare, come dovrebbe comportarsi e che aspetto dovrebbe avere per essere comprensibile dagli utenti nel modo previsto. La base per progettare questo modello è l'insieme dei compiti che l'utente dovrà svolgere con il supporto del sistema.
La progettazione fisica invece entra nel dettaglio del prodotto, definendo i colori, i suoni, quali immagini usare, come organizzare i menù e quali icone scegliere. 
Il design fisico richiede la definizione concreta di questioni dettagliate di progettazione dell'interfaccia, come il design delle schermate, le icone da utilizzare, come strutturare i menu, ecc. Esiste un ampio spettro di linee guida, principi e regole sviluppati per aiutare i designer ad assicurarsi che i loro prodotti siano usabili e molti di questi sono stati incorporati in guide di stile e standard.
Non esiste un confine rigido tra la progettazione concettuale e il design fisico. Progettare un prototipo, ad esempio, implica inevitabilmente qualche decisione concreta, anche se approssimativa.

### Costruire versioni interattive delle proposte di design
Dopo la raccolta di informazioni sulle pratiche di lavoro e lo sviluppo di un'idea precisa circa quello che il sistema dovrebbe o non dovrebbe fare, arriva il momento di mettere in pratica le nostre idee, costruendo prototipi.
L'interaction design si occupa dello sviluppo di prodotti interattivi. Il modo più semplice per gli utenti di valutare delle proposte è quello di interagire con esse. Ciò implica lo sviluppo di versioni interattive delle proposte di design elaborate nell'attività precedente, anche senza la messa a punto di un software vero e proprio. Infatti è possibile "simulare l'interattività" anche attraverso prototipi di carta che sono un mezzo rapido e poco costoso, ma allo stesso tempo molto efficace per identificare eventuali problemi fin dalle prime fasi del design.
I prototipi sono inoltre un valido aiuto quando si devono discutere idee con le diverse parti interessate: rappresentano strumenti di comunicazione per il gruppo di lavoro.

### Valutare le soluzioni proposte
La valutazione è il processo che permette di determinare l'usabilità e l'accettabilità di una proposta o di un prodotto utilizzando criteri diversi, tra cui la sua capacità di attrazione o la capacità di soddisfare i requisiti.
Un processo di interaction design efficace richiede un piano di valutazione che indichi come valutare un sistema nei diversi stadi del suo sviluppo. La valutazione è necessaria per verificare che gli utenti possano utilizzare il prodotto e che lo trovino gradevole.
La progettazione iterativa, con i suoi continui test su quanto prodotto, è l'unica metodologia esistente che produca in modo consistente risultati di successo. Questo perché i problemi vengono risolti prima che il prodotto sia distribuito, il team di lavoro si concentra su problemi reali e non su questioni immaginarie e si riducono i tempi di introduzione del prodotto sul mercato.
Esistono molte tecniche di valutazione:
- osservare gli utenti;
- chiedere opinioni agli utenti;
- chiedere opinioni agli esperti;
- testare le performance degli utenti;
- modellizzare le performance degli utenti su un determinato compito.

Qualsiasi tipo di valutazione è guidato da un insieme di presupposti che, insieme alle tecniche e alle pratiche di valutazione ad essi associate, costituiscono un paradigma di valutazione.
Si può scegliere tra quattro paradigmi di valutazione: 
- Valutazione quick and dirty: richiede poco tempo e permette ai designer di ottenere a ogni passo del processo, feedback dagli utenti o dagli esperti, concentrandosi sugli input per la progettazione.
- Test di usabilità: comportano la misurazione delle prestazioni di utenti chiamati a svolgere compiti attentamente preparati. Sono strettamente controllati dal valutatori e vengono svolti in condizioni controllate di laboratori.
- Studi sul campo si svolgono in contesti naturali con lo scopo di aumentare la comprensione circa cosa gli utenti fanno normalmente e come la tecnologia influisce sulle loro pratiche. Possono essere condotti con la registrazione di tutto ciò che avviene (osservazione esterna) o partecipando alle attività quotidiane degli utenti (osservazione interna o etnografia).
- Valutazione predittiva:  gli esperti applicano la loro conoscenza, spesso guidati da euristiche, per prevedere eventuali problemi di usabilità.

## Conclusioni
Lo sviluppo di proposte alternative, la costruzione di versioni interattive e la loro valutazione sono attività fortemente interconnesse: le proposte vengono valutate attraverso i prototipi e i risultati della valutazione tornano a influenzare lo sviluppo delle proposte.
L'iterazione è una della caratteristiche portanti del processo di interaction design. Sarà sempre necessario rivedere più volte l'artefatto alla luce dei feedback, in particolare se si vuole creare qualcosa di innovativo, che in genere ha bisogno di tempo, di un'evoluzione, di prove ed errori e di tanta pazienza.